# Diário de um Vencedor
Diário de Um Vencedor  é o quinto álbum de estúdio da cantora Damares, lançado no ano de 2006. Sendo produzido pelo maestro e produtor Melk Carvalhedo, o álbum foi certificado disco de ouro, por mais de cinquenta mil cópias vendidas.
Entre as faixas do CD, a de mais destaque na carreira da cantora é a musica "É a Sua Vez".

## Faixas
| N.º | Título                                      | Compositor(es)               | Duração |  |
| 1.  | "O Inferno Vai Cair (E a Igreja Vai Subir)" | Os Galileus                  | 5:36    |  |
| 2.  | "Santo é o Senhor"                          | Agailton Silva               | 4:43    |  |
| 3.  | "É Forte"                                   | Marcos J. Rodrigues          | 5:36    |  |
| 4.  | "É a Sua Vez"                               | Roberto Reis                 | 4:38    |  |
| 5.  | "Diário de um Vencedor"                     | Edmar Santana                | 5:22    |  |
| 6.  | "Ele é"                                     | Moisés Cleyton               | 6:00    |  |
| 7.  | "Lugar Abençoado"                           | Alan e Alex                  | 4:03    |  |
| 8.  | "Só Ele é Digno"                            | Moisés Cleyton               | 7:20    |  |
| 9.  | "É Só Cantar"                               | Carlinhos Brasil             | 4:58    |  |
| 10. | "Meu Adorador"                              | Rick e Renan                 | 4:45    |  |
| 11. | "Não Há Maldição"                           | Ryan Tedder                  | 4:46    |  |
| 12. | "Quando Jesus Estendeu a Sua Mão"           | Regravação: Luiz de Carvalho | 4:16    |  |